# Contabilizei
Contabilizei é uma empresa que atua na abertura de empresas e oferece serviços  de contabilidade  no Brasil. Fundada em Curitiba em 2013 por Vitor Torres e Fábio Bacarin, atende micro e pequenas empresas em mais de 50 cidades.

## História
Vitor Torres, o fundador da Contabilizei, notou que os serviços financeiros, especialmente os bancos, estavam todos migrando para um modelo de atendimento online. Vitor já  havia empreendido diversas vezes anteriormente, e no momento estava a frente de uma aceleradora de startups, a Supernova.
Ao ver a possibilidade de agregar tecnologia ao processo contábil, passou meses imerso em um escritório de contabilidade para entender todas as etapas que envolvem a contabilidade de uma empresa.
Após haver criado um plano para colocar o negócio em operação, Vitor partiu em busca de um co-fundador, que encontrou dentro de sua incubadora de startups, Fabio Bacarin e por indicação de amigos o contador Heber Dionizio.
O serviço começou a operar em 2014, e por volta da metade do ano foi investido por um grupo de Investidores Anjo curitibano, Curitiba Angels. A empresa atingiu tração rapidamente e continua crescendo.
O crescimento da companhia atraiu o olhar de fundos maiores, e em 2015 foi a vez da Kaszeck apostar na Contabilizei.
Em maio de 2016, a Endeavor selecionou Vitor Torres e Fábio Bacarin como "Empreendedores Endeavor",[3] e em 2017 concedeu o aporte do Endeavor Catalyst. O ano de 2016 também foi marcado pelo investimento da e.Bricks.
O último investimento aconteceu no segundo semestre de 2018, totalizando 75 milhões de reais, destinados ao crescimento da Contabilizei. Nesta rodada os fundos investidores foram Quona Capital, Quadrant Ventures Inc., Fintech Collective, IFC - Corporação Financeira Internacional, Banco Mundial e Point72 Ventures, que foi o fundo líder da rodada com seu primeiro investimento no mercado brasileiro.
A jornada de crescimento da Contabilizei já ultrapassa a marca de 50 mil clientes, com taxas de fidelidade na renovação de contrato em torno dos 95%. 
Em dez anos de atuação, a empresa  já processou mais de R$ 2 bilhões em faturamento de seus clientes, gerou mais de R$ 500 milhões em impostos,  proporcionou uma economia total de R$ 250 milhões em serviços contábeis e caminha para a expansão de serviços visando o benefício dos micro e pequenos empresários.

## Controvérsias
Pela revolução causada na indústria de contabilidade, a Contabilizei enfrentou reações, preocupação e críticas da classe contábil ao redor do Brasil.
A principal reclamação era a automatização das rotinas contábeis através da tecnologia, minimizando o trabalho do operacional contábil que estava estritamente ligado à estas funções. Além disso, a empresa também foi muito criticada por oferecer um serviço de Contabilidade por uma fração do preço de mercado (possibilitado pelas automatizações.)
Por isso, vários questionamentos dos órgãos reguladores como o Conselho Federal de Contabilidade surgiram para entender as operações da Contabilizei e garantir que as atividades restritas ao profissional de contabilidade fossem preservadas.
O parecer do CRC-PR em agosto de 2015 foi que a empresa é regular e opera segundo todas as normas e o código de ética da profissão.

## Investidores
Em 2014, a Contabilizei recebeu um investimento anjo feito pelo fundo de investimento curitibano Curitiba Angels.
Em junho de 2015, recebeu um aporte da KazseK Ventures, fundo de investimento argentino que tem a frente os fundadores do Grupo Mercado Livre.
Em setembro de 2016, o fundo de venture capital e.Bricks também investiu no negócio em conjunto com o fundo Endeavor Catalyst localizado no vale do silício.
Em janeiro de 2019, os fundos internacionais  IFC (International Finance Corporation), instituição membro do Banco Mundial; Quona Capital; Quadrant,  Fintech Collective e Point72 Ventures (Líder da rodada) fizeram novo investimento na empresa.
Em janeiro de 2021, a Contabilizei anunciou o aporte de investimento de R$ 320 milhões (USD 60M) liderado pelo Softbank e seguido por Goldman Sachs.
Em outubro de 2024, a Warburg Pincus adquiriu uma participação minoritária pertencente a fundos na Contabilizei por cerca de R$ 700 milhões (USD 125 milhões), tornando-se a maior acionista da companhia. Entre os fundos vendidos, destacou-se a Kaszek, que realizou sua saída total, além da saída parcial das gestoras Point72 e Quona.

## Prêmios
- Melhor empresa B2B da América Latina, Latam Founders Award[15][10]
- 9th Most Innovative Company in Latin America, Fast Company[16][17][18][19][20][21]
- A sétima PME com funcionários mais satisfeitos no Brasil, Love Mondays[22]
- Eleita Top Startup Linkedin[23]- as 25 mais desejadas do Brasil